# Забуковиця
Забуковиця (словен. Zabukovica) — поселення в общині Жалець, Савинський регіон, Словенія. 
Висота над рівнем моря: 362,4 м.